# Ouangani
Ouangani – miasto w środkowej części Majotty (zbiorowość zamorska Francji); 10 203 mieszkańców (2017). Ośrodek przemysłowy.